# Lisbeth Grönfeldt Bergman
Lisbeth Ingrid Kristina Grönfeldt Bergman, född Sandin 20 september 1948 i Karl Johans församling i Göteborg, är en svensk politiker (moderat). Hon har varit kommunalråd i Göteborg, var ledamot av Europaparlamentet 2000–2004 och ordinarie riksdagsledamot 2006–2010, invald för Göteborgs kommuns valkrets.
I riksdagen var hon ledamot i Nordiska rådets svenska delegation 2006–2010 och trafikutskottet 2006–2010. Hon var även suppleant i arbetsmarknadsutskottet och trafikutskottet.